# Comment l'esprit vient aux femmes
Pour plus de détails, voir Fiche technique et Distribution.
Comment l'esprit vient aux femmes (titre original : Born Yesterday) est un film américain réalisé par George Cukor sorti en 1950, adapté d'une pièce à succès de Garson Kanin.

## Synopsis

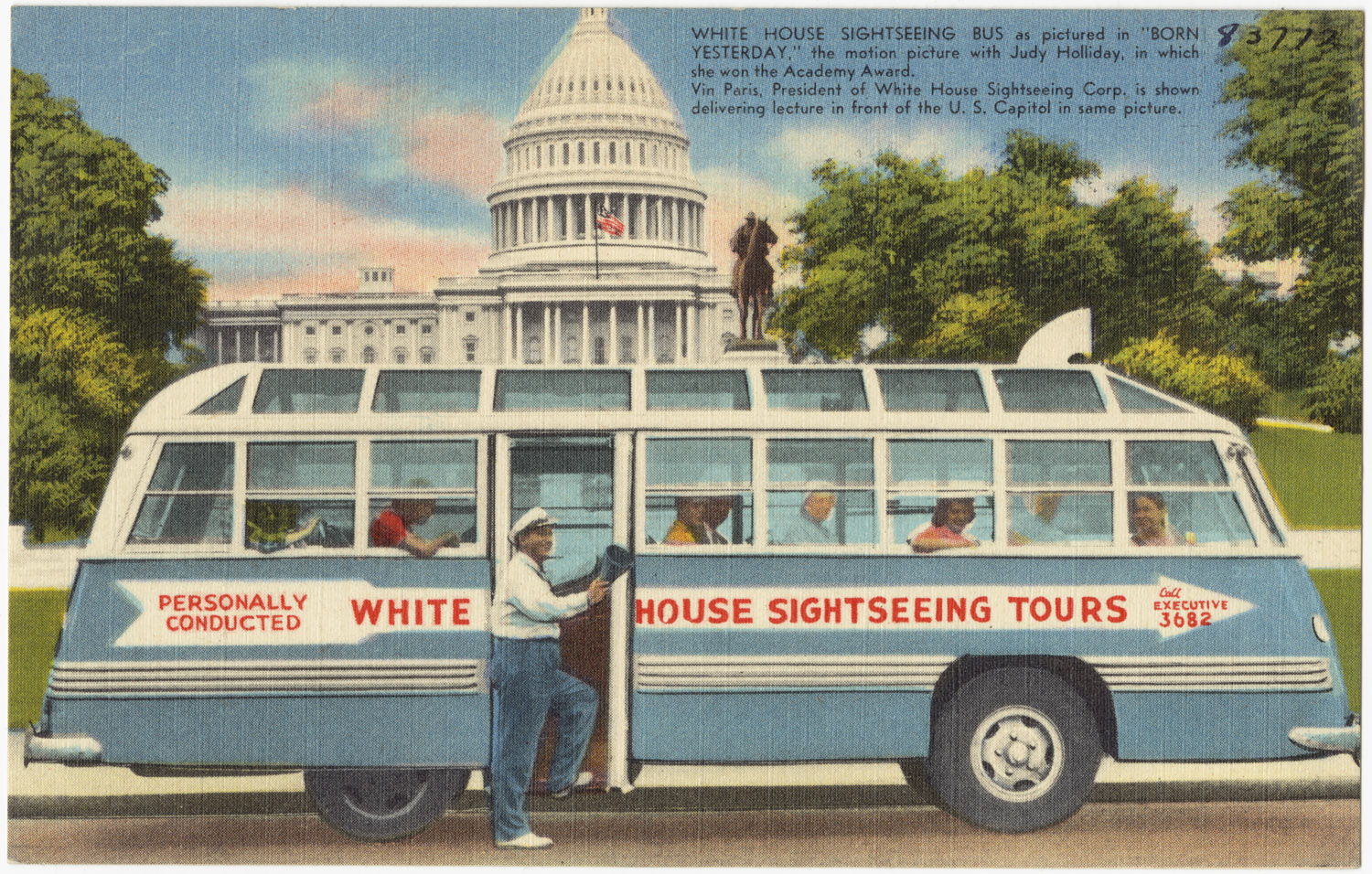
Véhicule de tourisme tel que montré dans le film, en avant du Capitole des États-Unis

Billie Dawn, ancienne danseuse de cabaret, est aujourd'hui fiancée à Harry Brock, un millionnaire aux affaires douteuses. Profitant de la stupidité de sa compagne, il l'utilise comme prête-nom pour toutes ses affaires… et par la même occasion la rend indispensable ! Malheureusement pour lui, la stupidité de Billie et son manque total d'éducation deviennent très embarrassants pour ses affaires en pleine expansion. Il décide alors de faire appel à Paul Verrall, un journaliste cultivé et intelligent, pour essayer de rendre Billie plus présentable. Mais les choses ne vont pas se passer exactement comme prévu, Billie se révèle bien plus assidue et intelligente qu'on aurait pu le penser, et surtout de moins en moins docile !

## Fiche technique
- Titre original : Born Yesterday
- Titre belge et français : Comment l'esprit vient aux femmes
- Réalisation : George Cukor,
- Assistant réalisateur : Earl Bellamy
- Scénario : Albert Mannheimer et Garson Kanin (non crédité) d'après sa pièce de théâtre
- Producteur : S. Sylvan Simon
- Format : 35 mm
- Direction artistique : Harry Horner
- Photo : Joseph Walker
- Décors : William Kiernan
- Costume : Jean-Louis Berthault
- Musique : Friedrich Hollaender
- Montage : Charles Nelson
- Société de production et de distribution : Columbia Pictures
- Pays de production :  États-Unis
- Lange : anglais
- Dates de sortie : 
  - États-Unis : 25 décembre 1950 (New York)
  - France : 26 septembre 1951

## Distribution
- Judy Holliday (VF : Micheline Cheirel) : Emma Dawn, alias « Billie »
- Broderick Crawford (VF : Marcel Raine) : Harry Brock
- William Holden (VF : Yves Furet) : Paul Verrall, le journaliste
- Howard St. John (VF : Christian Argentin) : Jim Devery
- Frank Otto (VF : Jean Berton) : Eddie
- Larry Oliver (VF : Paul Villé) : le député Norval Hedges
- Barbara Brown (VF : Marie Francey) : Mme Anna Hedges
- Grandon Rhodes (VF : Jacques Beauchey) : Sanborn
- Claire Carleton : Helen

## Distinctions
Le film reçut cinq nominations aux Oscars, et remporta le trophée dans la catégorie meilleure actrice grâce à la performance de Judy Holliday.